# Eddy Point
Eddy Point är en udde i Antarktis. Den ligger i Sydshetlandsöarna. Argentina, Chile och Storbritannien gör anspråk på området. Eddy Point ligger vid sjöarna  Xi Hu Belén Lake och Gaoshan Hu.
Terrängen inåt land är platt österut, men västerut är den kuperad. Havet är nära Eddy Point åt nordost. Trakten är glest befolkad. Närmaste befolkade plats är Escudero Station, 3,3 kilometer norr om Eddy Point. 